# مارکو بایشینیو
مارکو بایشینیو (پرتغالی: Marco Baixinho؛ زادهٔ ۱۱ ژوئیهٔ ۱۹۸۹) بازیکن فوتبال اهل پرتغال است.
از باشگاه‌هایی که در آن بازی کرده‌است می‌توان به باشگاه فوتبال پاسوژ د فریرا و باشگاه فوتبال مافرا اشاره کرد.

## دوران باشگاهی
بایشینیو که در آرودا دوس وینوس، ناحیه لیسبون به دنیا آمد، بیشتر دوران جوانی خود را در باشگاه فوتبال اسپورتینگ و برای مدت کوتاهی در باشگاه فوتبال بنفیکا گذراند.
در تابستان ۲۰۱۱، بایشینیو به باشگاه فوتبال مافرا از دسته سوم پیوست. در ۲۳ ژوئن ۲۰۱۵، پس از چهار فصل بازی معمولی برای مافرا که با کسب عنوان قهرمانی در سطح سوم فوتبال پرتغال به پایان رسید، قراردادی دو ساله با باشگاه لیگ برتری پاسوژ د فریرا امضا کرد. سرمربی این باشگاه در زمان عقد قرارداد، خورخه سیمائو، سرمربی سابق مافرا بود که سابقه همکاری با بایشینیو را داشت.
بایشینیو قرارداد خود را در ژانویه ۲۰۱۶ تا تابستان ۲۰۱۹ تمدید کرد. او اولین گل خود را در لیگ برتر در ۵ دسامبر همان سال در جریان پیروزی ۲ بر ۱ مقابل باشگاه فوتبال بوآویشتا، در حالی‌که در پست هافبک دفاعی وارد بازی شده‌بود به ثمر رساند. پس از سقوط پاسوژ در سال ۲۰۱۸، او چهار گل زد تا به آنها کمک کند تا به عنوان قهرمان بازگردند (پنج بار در تمام مسابقات) و سپس قرارداد جدیدی در ژوئن ۲۰۱۹ امضا کرد.